# Мохаммад Мармур
Мохаммад Мармур (араб. محمد المرمور, нар. 17 вересня 1995, Латакія) — сирійський футболіст, півзахисник клубу «Тішрін».
Виступав, зокрема, за клуби «Тішрін» та «Сафа», а також національну збірну Сирії.

## Клубна кар'єра
У дорослому футболі дебютував 2013 року виступами за команду «Тішрін», в якій провів чотири сезони. 
Своєю грою за цю команду привернув увагу представників тренерського штабу клубу «Сафа», до складу якого приєднався 2017 року. Відіграв за бейрутський клуб наступний сезон своєї ігрової кар'єри. У складі «Сафи» був одним з головних бомбардирів команди, маючи середню результативність на рівні 0,38 гола за гру першості.
До складу клубу «Тішрін» повернувся 2018 року. 

## Виступи за збірні
У 2018 році залучався до складу молодіжної збірної Сирії. На молодіжному рівні зіграв у 10 офіційних матчах.
У 2017 році дебютував в офіційних матчах у складі національної збірної Сирії.
| Дата       | Місто         | Господарі | Результат | Гості     | Турнір            | Голи | Примітки |
| ---------- | ------------- | --------- | --------- | --------- | ----------------- | ---- | -------- |
| 10-10-2019 | Дубай (місто) | Сирія     | 2 – 1     | Мальдіви  | Відбір до ЧС 2022 | -    | 56'      |
| 15-10-2019 | Дубай (місто) | Сирія     | 4 – 0     | Гуам      | Відбір до ЧС 2022 | -    | 66'      |
| 14-11-2019 | Дубай (місто) | Сирія     | 2 – 1     | КНР       | Відбір до ЧС 2022 | -    | 81'      |
| 18-11-2019 | Дубай (місто) | Сирія     | 1 – 0     | Філіппіни | Відбір до ЧС 2022 | -    | 75'      |
| Усього     |               | Матчів    | 20        |           | Голів             | 3    |          |

## Титули і досягнення
- Чемпіон Сирії (2): 2019-20, 2020-21